# Automolis impura
Automolis impura är en fjärilsart som beskrevs av Sergius G. Kiriakoff 1959. Automolis impura ingår i släktet Automolis och familjen björnspinnare. Inga underarter finns listade i Catalogue of Life.